# Hans Freese (Maler)
Hans Freese (* 16. Juni 1886 in Berlin; † 13. Februar 1966 in Berlin-Nikolassee) war ein deutscher Maler, Graphiker, Bühnenbildner und Kunsterzieher.

## Leben
Hans Freeses Eltern waren der beim 2. Garde-Regiment zu Fuß in Berlin dienende Sergeant Hans Heinrich Freese und dessen Frau Margaretha, geb. Sienknecht. Freese absolvierte nach 1900 ein Studium zum Kunsterzieher an der Akademie für graphische Künste und Buchgewerbe Leipzig und an der Kunstgewerbe- und Handwerkerschule Berlin. Zudem besuchte er die Académie Julian in Paris. Danach war er als Zeichen- und Werklehrer im Schuldienst tätig. 1916 heiratete er Margarete Brunhilde, geb. Haller (* 1885), im Eheregister wurden dabei als Beruf Flieger und Zeichenlehrer vermerkt. Nach dem Kriegsdienst im Ersten Weltkrieg betrieb er ab 1919 weitere Studien bei Lovis Corinth. Er war Mitglied der Novembergruppe und der Berliner Secession und mit seinen Werken wiederholt auf der Großen Berliner Kunstausstellung vertreten. Seine Themen waren etwa Bildnisse, Straßenansichten und Kriegsszenen. In den 1920er Jahren bestand sein Werk wesentlich in Illustrationen, Buchausstattungen und Mappenwerken, wobei der Hauptteil der Arbeiten bei Israel Ber Neumann und Paul Cassirer in Berlin verlegt wurde.
Um 1926 wurde er zum Studienrat ernannt und 1930 zum Oberstudienrat. Ab 1932 war er neben dem Schuldienst als Bühnenbildner für das Berliner Lessingtheater und unter Gustaf Gründgens für das Staatstheater tätig. Am Berliner Hauptschulamt wurde er 1945 Abteilungsleiter für Kunsterziehung und war am Aufbau der Pädagogischen Hochschule Berlin beteiligt. An der Schule wurde er 1947 zum Professor ernannt und lehrte dort bis zu seiner Emeritierung 1956. Freese war Autor mehrerer theoretischer Schriften zur Kunsterziehung und gilt als bedeutender Schulreformer.

## Werke (Auswahl)
- Schriftenreihe zur Kunsterziehung. (Hrsg.), Schulz, Berlin/Hannover/Frankfurt/M. 1950

- Kavallerie. 1913, (graphisches Blatt)[8]
- Bildnis einer Frau. 1914, (graphisches Blatt)[9]

Illustrator
- Hans Christian Andersen: Däumelinchen und andere Märchen. Volk und Wissen, Berlin 1946
- Hans Luckenwald (Hrsg.): Giacomo Casanova – Erinnerungen. Antäus-Verlag, Lübeck 1940
- Salomo Friedlaender: Der neue Ibikus. Officina Serpentis, Berlin 1929
- Friedrich Droß: Etliche Data aus der Historie des Klosters zu Ribbenitz, so zu wissen sich männiglich wohl anstehet. In: Mecklenburgische Monatshefte. 4.1928, 8, S. 437–439. (Volltext LBMV)
- Johann Gottfried Schnabel: Wunderlichen Fata einiger Seefahrer. Fahrten und Abenteuer der Felsenburger. Westermann, Braunschweig 1926
- Max Geißler: Schmetterlingstanz – Ein Sommerbuch. Ullstein, Berlin 1923
- Karl Leberecht Immermann: Merlin – eine Mythe. Georg Verlag, München 1921
- Paul Verlaine: Les amis. Drucke der Serapionsbrüder, München 1915 (Mappenwerk, Radierungen)